# 三愛自動車
三愛自動車（さんあいじどうしゃ）は三愛自動車工業株式会社が運営する札幌市東区にある自動車整備工場。

## 概要
自動車の整備・車検・点検・修理・鈑金塗装、クレーン・高所作業車など油圧機械の整備・点検・修理、古河ユニックのユニック部品の販売、国産車・外車の新車・中古車販売、オートリース、レンタカー、カフェの経営、不動産賃貸等の自動車関連サービス事業を展開する。
古河ユニックの北海道地区指定サービス工場に指定されており、同社のの部品の販売代理店として部品センターも運営する。
社名に「三愛」の文字があるが、リコー三愛グループとは無関係である。

## 関連会社
- 三愛地所株式会社
- アイ・ハウズイングサービス株式会社

## 沿革
- 1965年（昭和40年）
  - 10月 - 法人組織設立。
  - 11月 - 事業場認証取得（1-951号）、本工場落成。
- 1969年（昭和44年）12月 - 本工場拡張工事完成。
- 1971年（昭和46年）5月 - 車検場を新設し、テスター機移設。
- 1972年（昭和47年）2月 - 札幌陸運局長指定取得（1-157）。
- 1975年（昭和50年）3月 - 部品庫を新築し、部品供給を円滑化（古河ユニック株式会社北海道地区部品センター）。
- 1980年（昭和55年）10月 - 事業の拡張に伴い新工場並びに事務所を新築し、小型自動車ラインシステムを導入、同時に鈑金塗装工場を新設。
- 1983年（昭和58年）4月 - レンタ・リース部を新設、フルメンテナンスリース開始。
- 1987年（昭和62年）12月 - 大型工場、クレーン工場を新設、大型工場に休憩室新設/コンピュータ導入による車検の円滑化
- 1989年（平成元年）4月 - 2時間車検開始。
- 1993年（平成5年）12月 - 本社事務所新築。
- 1994年（平成6年）12月 - 鈑金塗装工場新築・最新機器導入、2連ブースフレーム修正機導入。小型工場拡張によりユーザー向け整備ラインを新設。
- 1997年（平成9年）12月 - 大型工場拡張。地域コミュニティーを併設。
- 1998年（平成10年）10月 - 洞爺研修保養センター新設。日曜車検の営業開始。
- 2001年（平成13年）
  - 10月 - クレーン工場新設。
  - 12月 - ISO 9000取得。
- 2002年（平成14年）11月 - 店舗改装、小型工場改装及び最新ライン新設。
- 2004年（平成16年）
  - 4月 - Jカフェ（飲食事業部）開設。
  - 6月 - レンタカー事業部開設。
  - 12月 - ISO 9001：2000取得。
- 2007年（平成19年）5月 - 中古車センター開設。
- 2008年（平成20年）10月 - アイ・ビル2.5取得。
- 2010年（平成22年）12月 - ISO9001：2008取得。
- 2013年（平成25年）10月 - 第19回全日本自動車整備技能競技大会出場。
- 2015年（平成27年）
  - 8月 - クレーン新工場増設。大型鈑金塗装ブース新設。
  - 10月 - 第20回全日本自動車整備技能競技大会出場。
- 2016年（平成28年）6月 - 新型鈑金塗装ブースへ入替。
- 2017年（平成29年）10月 - ISO9001：2015取得。

## 事業所・店舗
- 鈑金塗装工場 - 北海道札幌市東区栄町895番地1
- クレーン工場 - 北海道札幌市東区栄町910番地1
- ユニック部品センター - 北海道札幌市東区栄町910番地1
- 中古車センター - 北海道札幌市東区北38条東19丁目1番
- ジョイカーレンタカー - 北海道札幌市東区北42条東18丁目1番
- ロペシティ札幌平岸 - 北海道札幌市豊平区平岸1条10丁目2-10
- J-Cafe - 北海道札幌市東区北42条東19丁目1番1号

## 営業内容
自動車の車検･整備･修理･点検･診断･見積･架装
- 乗用車（軽自動車、小型乗用車、普通乗用車、大型乗用車、ハイブリッド車、RV車等）
- 輸入車（アウディ、BMW、ベンツ、ボルボ、ジープ等）
- 大型自動車（バス、トラック、ダンプ、トレーラーヘッド等）
- 特殊車両（ショベルローダー、高所作業車、キャンピングカー等）

自動車のメンテナンス
- エンジンオイルの点検、交換
- クーラントの点検、交換
- ATオイルの点検、交換
- タイヤ交換、組換
- タイヤ保管サービス（シーズン単位）
- バッテリーの点検、交換
- エアコンの点検、修理
- 電装品の点検、修理、取付、交換
- 四輪アライメント調整
- 車両診断（ECU診断、BSP診断）
- エンジン内部洗浄

自動車の鈑金塗装
- 軽自動車、普通乗用車、大型車両の事故修理、見積
- 軽自動車、普通乗用車、大型車両のボディ損傷（すり傷、凹み）の復元
- ボディーコーティング（ダイヤモンドメーク）
- ホディ下回りコーティング（テロソンアンダーコート）
- ガラスコーティング（ジーピーコート）

車両の各種手続代行
- 車検証の名義変更、住所変更手続き
- 廃車の引取
- 自動車の抹消手続き
- リサイクル預託代行
- 車検証・ナンバー再交付
- 希望ナンバー申請手続き

自動車の販売買取
- 新車の販売
- 中古車の販売
- 中古車の買取
- カーリース

自動車保険・各種保険
- 自動車保険
- 火災保険
- 医療保険
- 地震保険
- 生命保険
- その他各種保険
- ワンストップサービス（事故受付、事故報告、修理手配、代車手配）

レンタカー
クレーン点検・修理
- クレーンの点検、修理、整備
- 高所作業車の点検、修理、整備
- 搬送車の点検、修理、整備

ユニック部品販売
喫茶店
- 喫茶（コーヒー、紅茶、ソフトドリンク）
- スイーツ（ケーキ、アイスクリーム、パフェ）
- 軽食（サンドイッチ、パスタ、カレー）
- ランチ（日替わりランチ、週替わりランチ）
- 茶話会、ママ会
- アフタヌーンティプラン

## サービス工場指定リース会社
- SMAサポート
- SMFLキャピタル
- トヨタレンタリース
- オリックスオートリース
- 西出自動車
- 北海道リース
- イチネン
- 三菱オートリース
- 芙蓉オートリース
- 日本カーソリューションズ
- アームズ
- 興銀オートリース
- JA三井リースオート

## サービス工場指定保険会社
- 損保ジャパン日本興亜
- 三井住友海上
- あいおいニッセイ同和損保
- 日新火災
- 共栄火災
- AIG損害保険
- 東京海上日動

## 加盟団体
- 札幌地方自動車整備振興会
- 自動車公正取引協議会
- 日本中古自動車販売協会連合会
- BSサミット事業協同組合
- ボッシュカーサービス

| スタブアイコン | サブスタブ | この項目は、まだ閲覧者の調べものの参照としては役立たない、企業に関連した書きかけの項目です。この項目を加筆・訂正などしてくださる協力者を求めています（PJ:経済）。 |